# Ashanti (zangeres)
Ashanti Shequoiya Douglas, kortweg Ashanti (Glen Cove (New York), 13 oktober 1980), is een Amerikaanse zangeres en actrice.

## Biografie
Ashanti is de dochter van een danslerares en een zanger. Ze leerde dansen op het Bernice Johnson Cultural Arts Center, danste in de Disneymusical Polly en verscheen in vele videoclips van beroemde artiesten, voordat ze zelf een succesvolle carrière startte. In 2002 brak ze, met hulp van platenbaas Irv Gotti van Murder Inc., door in de Urban Music. Ze werd al gauw een ware sensatie in de Verenigde Staten door in duets samen met al beroemde hiphoppers als Ja Rule ("Always on Time"), Fat Joe ("What's Luv?") en The Notorious B.I.G. ("Unfoolish") op te treden. Zij gaf een zacht tintje aan de hiphop, hetgeen haar succes bracht.

## Parfumlijn
Op 2 oktober 2005 lanceerde Ashanti haar eerste parfum, genaamd "Precious Jewel by Ashanti".

## Privé
Ashanti is getrouwd met rapper Nelly. Ze hebben samen een zoon.

## Discografie

### Albums
| Album met eventuele hitnotering(en) in de Nederlandse Album Top 100 | Datum van verschijnen | Datum van binnenkomst | Hoogste positie | Aantal weken | Opmerkingen |
| ------------------------------------------------------------------- | --------------------- | --------------------- | --------------- | ------------ | ----------- |
| Ashanti                                                             | 2002                  | 18-05-2002            | 12              | 28           |             |
| Chapter II                                                          | 2003                  | 19-07-2003            | 26              | 9            |             |
| Concrete rose                                                       | 14-12-2004            | 08-01-2005            | 73              | 5            |             |
| Collectables                                                        | 06-12-2005            | -                     |                 |              |             |
| The Declaration                                                     | 04-12-2007            | -                     |                 |              |             |
| Vault                                                               | 02-03-2009            | -                     |                 |              |             |
| Braveheart                                                          | 04-03-2014            | -                     |                 |              |             |

| Album met hitnotering(en) in de Vlaamse Ultratop 200 albums | Datum van verschijnen | Datum van binnenkomst | Hoogste positie | Aantal weken | Opmerkingen |
| ----------------------------------------------------------- | --------------------- | --------------------- | --------------- | ------------ | ----------- |
| Ashanti                                                     | 2002                  | 15-06-2002            | 24              | 13           |             |

### Singles
| Single met eventuele hitnotering(en) in de Nederlandse Top 40 | Datum van verschijnen | Datum van binnenkomst | Hoogste positie | Aantal weken | Opmerkingen                                                                   |
| ------------------------------------------------------------- | --------------------- | --------------------- | --------------- | ------------ | ----------------------------------------------------------------------------- |
| Always on time                                                | 2002                  | 09-03-2002            | 12              | 11           | met Ja Rule / Nr. 11 in de Single Top 100                                     |
| What's luv?                                                   | 2002                  | 11-05-2002            | 7               | 15           | met Fat Joe / Nr. 7 in de Single Top 100                                      |
| Foolish                                                       | 2002                  | 08-06-2002            | 8               | 12           | Nr. 12 in de Single Top 100 / Alarmschijf                                     |
| Happy                                                         | 2002                  | 21-09-2002            | 10              | 9            | Nr. 10 in de Single Top 100                                                   |
| Down 4 U                                                      | 2002                  | 02-11-2002            | 39              | 2            | met Irv Gotti, Ja Rule, Charli Baltimore & Vita / Nr. 22 in de Single Top 100 |
| Baby                                                          | 2003                  | 25-01-2003            | tip6            | -            | Nr. 48 in de Single Top 100                                                   |
| Mesmerize                                                     | 2003                  | 12-04-2003            | 38              | 2            | met Ja Rule / Nr. 33 in de Single Top 100                                     |
| Rock wit' U (Awww baby)                                       | 2003                  | 05-07-2003            | 30              | 5            | Nr. 28 in de Single Top 100                                                   |
| Wonderful                                                     | 2004                  | 27-11-2004            | 13              | 11           | met Ja Rule en R. Kelly / Nr. 18 in de Single Top 100                         |
| Only U                                                        | 2005                  | 15-01-2005            | 18              | 8            | Nr. 15 in de Single Top 100                                                   |
| Pac's Life                                                    | 2006                  | -                     |                 |              | met T.I.                                                                      |

| Single met hitnotering(en) in de Vlaamse Ultratop 50 | Datum van verschijnen | Datum van binnenkomst | Hoogste positie | Aantal weken | Opmerkingen                                          |
| ---------------------------------------------------- | --------------------- | --------------------- | --------------- | ------------ | ---------------------------------------------------- |
| Always on time                                       | 2002                  | 27-04-2002            | 22              | 8            | met Ja Rule                                          |
| What's luv?                                          | 2002                  | 11-05-2002            | 23              | 12           | met Fat Joe                                          |
| Foolish                                              | 2002                  | 20-07-2002            | 49              | 2            | Nr. 23 in de Radio 2 Top 30                          |
| Happy                                                | 2002                  | 26-10-2002            | 49              | 1            |                                                      |
| Down 4 U                                             | 2002                  | 02-11-2002            | tip11           | -            | met Irv Gotti, Ja Rule, Vita & Charli Baltimore      |
| Mesmerize                                            | 2003                  | 19-04-2003            | tip8            | -            | met Ja Rule                                          |
| Rock wit U (Awww baby)                               | 2003                  | 28-06-2003            | tip5            | -            |                                                      |
| Rain on me                                           | 2004                  | 03-01-2004            | tip15           | -            |                                                      |
| Wonderful                                            | 2004                  | 04-12-2004            | 45              | 3            | met Ja Rule & R. Kelly / Nr. 27 in de Radio 2 Top 30 |
| Only u                                               | 2005                  | 19-02-2005            | 17              | 11           | Nr. 8 in de Radio 2 Top 30                           |

## Filmografie
- Bride and Prejudice (2004)
- Coach Carter (2005)
- The Muppets' Wizard of Oz (2005)
- John Tucker Must Die (2006)
- Resident Evil: Extinction (2007)